# Amathillopsis septemdentata
Amathillopsis septemdentata är en kräftdjursart. Amathillopsis septemdentata ingår i släktet Amathillopsis och familjen Amathillopsidae. Inga underarter finns listade i Catalogue of Life.